# 小行星4145
小行星4145（英語：4145 Maximova）是一颗围绕太阳公转的小行星。1981年9月29日，柳德米拉·瓦斯列娜·朱然勒娃在克里米亚发现了此天体。
这颗小行星的绝对星等为35.65456165106119等。